# Rothmannia annae
Rothmannia annae är en måreväxtart som först beskrevs av Edward Perceval Wright, och fick sitt nu gällande namn av Ronald William John Keay. Rothmannia annae ingår i släktet Rothmannia och familjen måreväxter. Inga underarter finns listade i Catalogue of Life.